# Enhanced Voice Services
Enhanced Voice Services（EVS）は、携帯電話の音声通話で、音声をデジタル化する際に用いられる音声符号化方式（音声コーデック）の一種。VoLTE方式の音声通話で使われる上級の符号化方式で、3G音声通話で使用されるAMRや、VoLTEで使用されるAMR-WB（G.722.2）よりも、伝送できる音声周波数帯域が広いため、より高い音を伝送でき、こもったような音声になりにくいなど、クリアな音声を実現できる。

## 概要
業界標準化団体である3GPPによって2016年に標準化された。伝送できる周波数帯域はスーパーワイドバンドの場合50Hz〜14.4kHzであり、AMR-WBの50Hz〜7kHzと比べ、より高い音声周波数を伝送可能である。
EVSの入力サンプリングレートは8, 16, 32, 48kHzである。帯域幅の異なる下記のビットレート（kbps）をサポートしている。
- ナローバンド（NB）：5.9, 7.2, 8, 9.6, 13.2, 16.4, 24.4
- ワイドバンド（WB）：5.9, 7.2, 8, 9.6, 13.2, 13.2チャンネル対応、16.4, 24.4, 32, 48, 64, 96, 128（AMR-WB IOは6.6〜23.85）
- スーパーワイドバンド（SWB）：9.6, 13.2, 13.2チャンネル対応、16.4, 24.4, 32, 48, 64, 96, 128
- フルバンド（FB）：16.4, 24.4, 32, 48, 64, 96, 128

## 日本国内のサービス
NTTドコモが「VoLTE HD+」のサービス名称で、2016年夏モデルの一部端末からサービスを開始した。ソフトバンクも2017年5月に「VoLTE（HD+）」サービス開始を発表した。
Androidスマートフォンでは2016年発売モデルの一部から、iPhoneでは2017年秋発売のiPhone 8 / 8 Plus / XからEVS-WBに対応している。iPhone 11 / 11 Pro/11 Pro Max / SE（第2世代）以降は、EVS-SWBに対応している。